# Ermengarda de Toscana
Ermengarda de Toscana ( c.  901-931 /2) fue una noble italiana medieval. Era hija de Berta de Lotaringia y el margrave Adalberto II de Toscana. Fue condesa de Ivrea por matrimonio con Adalberto I de Ivrea. Junto con su medio hermano Hugo de Italia, fue una importante oponente del gobierno de Rodolfo II de Borgoña en Italia.

## Familia
Su madre era hija ilegítima de Lotario II, rey de Lotaringia, por lo que Ermengarda descendía de la dinastía carolingia. Tuvo dos hermanos: Guido y Lamberto. También tuvo cuatro medio hermanos del primer matrimonio de su madre con Teobaldo de Arlés: Hugo, rey de Italia, Bosón de Toscana, Teutberga y otra hermana, cuyo nombre se desconoce.

## Matrimonio y descendencia
Ermengarda se casó con Adalberto I de Ivrea, de la dinastía Anscarida, alrededor de 914/5. Tuvieron un hijo, Anscar de Spoleto. Ejerció una gran influencia sobre su marido y a menudo aparecía en sus diplomas titulada «muy noble condesa» (noblissima comitissa). Ermengarda también intervino en los diplomas de otros gobernantes, incluyendo un diploma emitido por Rodolfo II de Borgoña en 924, concediendo Castel Vecchio d'Asti a Adalberto de Asti, y un diploma emitido por su medio hermano, Hugo, en Pavía en 926.

## Oposición a Rodolfo II
El cronista italiano del siglo X, Liutprando de Cremona, indica que tras la muerte de su esposo, Ermengarda obtuvo la primacía en toda Italia. Liutprando quién escribió despectivamente sobre muchas mujeres italianas poderosas, argumentó que la fuente del poder de Ermengarda era su sexualidad: mantenía relaciones carnales con todos, no solo con príncipes, sino incluso con hombres comunes. Aunque su esposo Adalberto había apoyado la coronación de Rodolfo II de Borgoña como rey de Italia en oposición a Berengario I de Italia , Ermengarda no lo hizo. Con gran valentía, mantuvo al rey (Rodolfo) fuera de la capital del reino, Pavía.